# 466 a.C.

## Eventos
- Quinto Servílio Estruto Prisco, pela segunda vez, e Espúrio Postúmio Albo Regilense, cônsules romanos.